# Réda Johnson
Réda Johnson (Marsiglia, 21 marzo 1988) è un ex calciatore beninese, di origini algerina e statunitense, di ruolo difensore.

## Carriera

### Club
Dopo aver giocato con varie squadre du club, il 4 gennaio 2011 si trasferisce allo Sheffield Wednesday.

### Nazionale
Conta varie presenze con la nazionale beninese, con la quale ha anche partecipato alla Coppa d'Africa 2010.